# Perametsa (Peipsiääre)
Perametsa is een plaats in de Estlandse gemeente Peipsiääre, provincie Tartumaa. De plaats heeft de status van dorp (Estisch: küla).
De plaats lag tot in oktober 2017 in de gemeente Pala en in de provincie Jõgevamaa. In die maand ging de gemeente op in de gemeente Peipsiääre. Pala verhuisde daarbij van de provincie Jõgevamaa naar de provincie Tartumaa.

## Bevolking
De ontwikkeling van het aantal inwoners blijkt uit het volgende staatje:
| Jaar            | 2011 | 2018 | 2019 | 2020 | 2021 |
| --------------- | ---- | ---- | ---- | ---- | ---- |
| Aantal inwoners | 10   | < 4  | < 4  | < 4  | < 4  |

## Ligging
Perametsa ligt tegen de grens met de gemeente Mustvee in de provincie Jõgevamaa aan. De rivieren Haavakivi en Kääpa vormen min of meer de grens.

## Geschiedenis
Perametsa werd voor het eerst genoemd in 1758 als Pirrametza Thomas, een boerderij op het landgoed van Hallick (Halliku). In 1796 was Perametsa onder de naam Perramets een dorp geworden.